# 朱利亚诺·拉佐利
朱利亚诺·拉佐利（義大利語：Giuliano Razzoli，1984年12月18日—），意大利男子高山滑雪运动员。他曾代表意大利参加2010年、2014年和2022年冬季奥林匹克运动会高山滑雪比赛，获得一枚金牌。